# Königsfelden

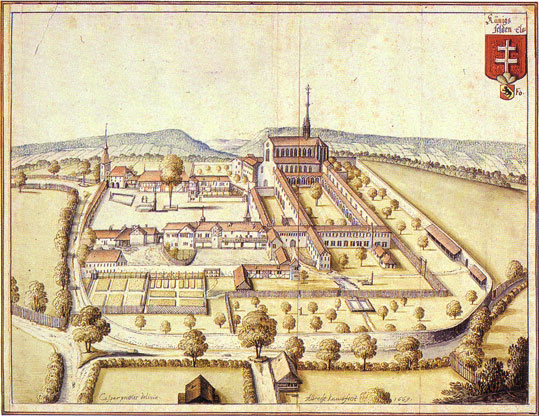
Kloostercomplex Königsfelden

Königsfelden is een voormalig kloostercomplex van de clarissen en franciscanen in de gemeente Windisch in het kanton Aargau in Zwitserland. De 14e-eeuwse glas-in-loodramen in de kloosterkerk gelden als cultuurhistorisch kunstwerk.

## Geschiedenis
Het klooster werd in 1308 op initiatief van Elisabeth van Gorizia-Tirol opgericht na de moord op haar man, koning Albrecht I op 1 mei 1308. Vanaf 1311 betrokken de eerste clarissen het complex, een jaar later gevolgd door franciscaner monniken.
Albrechts en Elisabeths dochter Agnes, die slechts vijf jaar getrouwd was met Andreas III van Hongarije, trok na de dood van haar man in 1317 in het klooster. Zij bracht het klooster tot grote bloei.
Na de reformatie in 1528 werd het klooster opgeheven en omgebouwd, waarna het dienst ging doen als residentie van de landvoogden van Bern. Vanaf 1804 kwam het complex in bezit van Aargau, die er in 1868 een psychiatrische kliniek in vestigde.

## Kloosterkerk

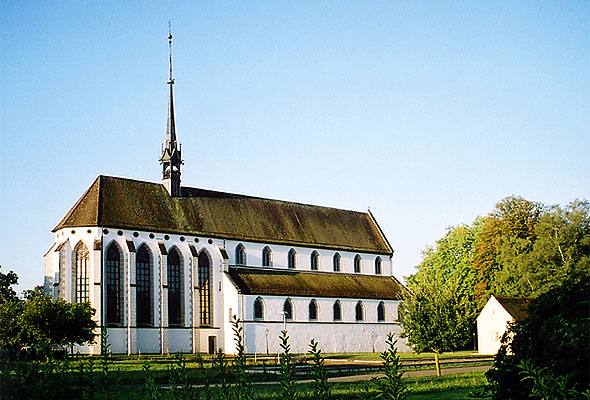
Kloosterkerk

De kerk werd tussen 1310-1330 gebouwd. In het middenschip bevindt zich een cenotaaf, waaronder zich een grafkelder van de Habsburgse familie bevindt.

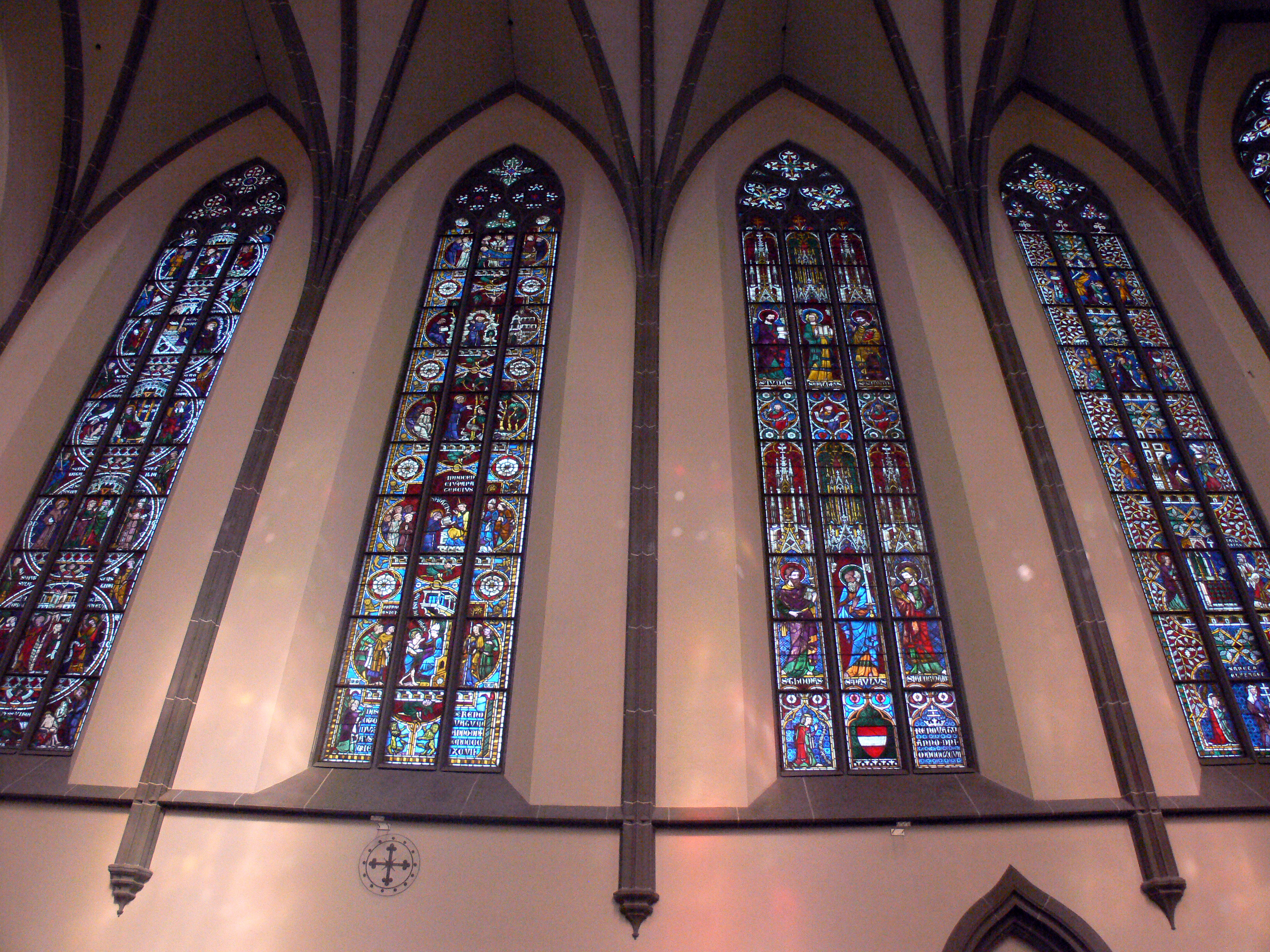
Glas-in-loodramen

De gebrandschilderde ramen verbeelden de passie van Christus, heiligen van de orde der Franciscanen en de apostelen. De ramen behoren tot de belangrijkste, Europese kunstwerken van de 14e eeuw.